# Костурски хамам
Костурският хамам (на гръцки: Οθωμανικό Λουτρό της Καστοριάς) е османска обществена баня в южномакедонския град Костур, Гърция.

## Местоположение
Банята е разположена в западната бивша турска махала Табахане, на улица „Папарескас“.

## История
Хамамът датира между XVI и първата половина на XVII век. Обявен е за паметник на културата.

## Описание
Банята е оцелялата част от по-голям османски хамам. Първоначално е имала четири купола, но само един е оцелял, като ключът му е паднал. Зидарията е от недялани камъни с плочи, разпръснати в редове, а в сводестите секции са използвани само недялани камъни. Отворите са украсени с тухлени арки.